# 7×64mm
7×64mm (також неофіційно відомий як 7×64mm Brenneke, хоча ім'я його розробника ніколи офіційно не додавалося як частина назви набою) це безфланцевий пляшкоподібний набій центрального запалення розроблений для полювання. Як прийнято в європейських набоях, 7 позначає діаметр канала стволу 7 мм, а 64 позначає довжину гільзи 64 мм (2,5 дюйма). Набій 7×64mm є популярним мисливським набоєм в Центральній Європі завдяки діаметру дульця гільзи в 11,95 мм (0,470 дюйм) та загальній довжині набою в 84 мм (3,3 дюйм), що дозволяє використовувати набій в німецькій військовій гвинтівці з ковзним затвором Mauser 98.

## Історія
На початку 20-го століття відомий конструктор зброї та боєприпасів Вільгельм Бреннеке (1865–1951) експериментував зі збільшення дулової швидкості кулі шляхом подовження гільзи та зміни інших параметрів стандартної гільзи набою M/88, який використовували німецькі військові в гвинтівках Маузера Gewehr 98.
В 1912 році Бреннеке розробив комерційно не успішний набій 8×64 мм S (з 2001 року виробництво було відновлено). Він був представлений балістичним покращенням для гвинтівок Mauser Gewehr 98. Але німецькі військові вирішили залишити набій 8×57mm IS для своєї гвинтівки щоб не змінювати патронники, завдяки більш сприятливому співвідношенню площі каналу ствола до об’єму гільзи, який балістично перевершував набій .30-06 Springfield, що використовували в армії США. Інженерна концепція Бреннеке полягала у створенні нових, дуже потужних (для свого часу) набоїв шляхом збільшення зовнішнього розміру гільзи, таких як загальна довжина та дещо збільшений діаметр дульця у порівнянні з гільзою військового набою 8×57mm IS, у поєднанні зі збільшеним максимальним тиском. Концепція була по суті обґрунтованою і він наполегливо продовжував розробляти нові набої в цьому напрямку.
В 1917 році Бреннеке обтиснув дульце набою 8×64мм S, який було створено в 1912 році до калібру 7 мм, представивши набій 7×64мм, який зміг досягти великого комерційного успіху. Дулова швидкість 7×64мм була на 10-12% більшою ніж у набою 7×57mm Mauser. Результатом стала більш пласка траєкторія та краща продуктивність на далеких відстанях. У міжвоєнний період німецькі мисливці називали 7×64мм "диво набій", а на німецькому ринку були доступні десятки різних заводських зарядів. Його настільки високо оцінили, що німецький Вермахт протягом 1930-х років навіть розглядав можливість заміни набою 8×57mm IS на набій 7×64мм для своїх снайперів. Вермахт вирішив — як і в 1912 році німецька армія — залишили набій 8×57mm IS для своїх карабінів Маузер 98ks, оскільки логістика була максимально простою.
Окрім гвинтівкового набою 7×64мм, в 1917 році Бреннеке розробив фланцеву версію для гвинтівки з переламним затвором, такими як двоствольні та комбіновані гвинтівки, а також для однозарядних гвинтівок. Фланцевий варіант набою 7×65mmR також став комерційно успішним.
В країнах де використання військових набоїв заборонено для цивільного користування, набій 7×64 Бреннеке є популярним набоєм для полювання та влучної стрільби.

## Параметри набою
Об'єм гільзи набою 7×64мм становить 4,48 мл (69 гран H2O). Ознакою тієї епохи є пологі плеча набою 7×64мм. Зовнішня форма гільзи була розроблена для забезпечення надійного живлення та екстракції гільзи в гвинтівках з ковзними затворами в екстремальних умовах.
7x64mm максимальні параметри набою за C.I.P.. Всі параметри дані в міліметрах (мм).
Американці визначили б кут плеча як альфа/2 ≈ 20,42 градуса. Загальний крок нарізів набою становить 220 мм (1 на 8.66 in), 4 канавки, Ø полів = 6,98 мм, Ø канавок = 7,24 мм, ширина полів = 3,70 мм, тип капсулю великий гвинтівковий або великий гвинтівковий магнум залежно від заряду.
За офіційними правилами C.I.P. (Commission Internationale Permanente pour l'Epreuve des Armes à Feu Portatives) набій 7×64мм Mauser може витримати 415,00 МПа (60 191 psi) Pmax п'єзо тиску. В країнах де використовують правила C.I.P. кожна комбінація гвинтівкових набоїв повинна бути перевірена на 125% максимального тиску C.I.P., щоб отримати сертифікацію для продажу. Це значить, що зброя під набій 7×64мм Mauser в країнах де використовують правила C.I.P. на 2014 рік прошла випробування на 519,00 МПа (75 275 psi) PE п'єзо тиску.
Максимальне середнє значення тиску за SAAMI становить 55 000 psi (379,21 МПа) п'єзо тиску.
Найближчим за балістикою до набою 7×64мм є американський набій .280 Remington. Якщо порівнювати набій 7×64мм з набоєм .280 Remington, останній має нижчий максимальний допустимий тиск в патроннику і має дещо менший діаметр канавок. Європейські набої 7 мм всі мають діаметр канавок Ø 7,24 мм (0.285 in). Американські набої 7мм мають діаметр канавок Ø 7,21 мм (0.284 in).

## Сучасне використання
Набій 7×64мм є одним з популярних гвинтівкових набоїв в Центральній Європі і входить в лінійки усіх основних виробників мисливської зброї в Європі. Популярність набою 7×64 мм можна пояснити його універсальністю при полюванні на будь-яку європейську дичину, а також наявністю чисельних заводських зарядів. Набій споряджений короткою, легкою кулею можна використовувати для полювання на дрібну дичину, таку як лиси або гуси, чи середню дичину, таку як косулі та серни. Набій споряджений довгою, важкою кулею можна використовувати для полювання на велику дичину таку як кабан, благородний олень, лось і бурий ведмідь. 7×64 мм забезпечує дуже хорошу проникаючу здатність завдяки високій швидкості закручування, що дає змогу стріляти довгими важкими кулями з високою щільністю перетину. Фланцевий набій 7×65mmR є також дуже популярним в Центральній Європі по такій же причині, як і набій 7×64мм. Заборона використання військових набоїв, таких як .308 Winchester, 7×57mm Mauser, 8×57mm I, 8×57mm IS та .30-06 Springfield, в таких країнах як Франці та Бельгія також спряли популярності набоїв 7×64мм та 7×65ммR.